# 三木市立別所小学校
三木市立別所小学校（みきしりつ べっしょしょうがっこう）は、兵庫県三木市別所町西這田にある公立小学校。

## 概要
児童数は、233名(2021年現在)
- 開校年は不明。

## 沿革
- 1873年 - 近思・観川・長治・嵐麓の小学校設置
- 1875年 -  4小学校合併、春嵐学校と改称
- 1892年 - 別所尋常小学校と改称
- 1912年 - 西這田に校舎新築移転。下石野分教場設置
- 1941年 - 国民学校令施行により、別所国民学校に改称
- 1947年 - 学制改革により、別所村立別所小学校に改称
- 1954年 - 合併/市制施行により、三木市立別所小学校に改称
- 1962年 - 現在地に新校舎移転
- 1979年 - 下石野分校・幼稚園新築移転
- 1980年 - 鉄筋校舎の一部と給食棟竣工。100周年記念事業
- 1991年 -  新校舎竣工。既存校舎改修
- 1993年 - 120周年記念事業
- 2003年 - 130周年記念
- 2006年 - 下石野分校廃校に伴い、スクールバス運行
- 2013年 - 140周年記念

## 進学先中学校
三木市立別所中学校

## 周辺

### 周辺の施設
- 三木工場公園
- 三木市立別所中学校
- 三木ホースランドパーク

### 周辺の道路
- 兵庫県道20号加古川三田線

## 通学区域が隣接している学校
- 三木市立広野小学校
- 三木市立三樹小学校
- 三木市立平田小学校
- 小野市立市場小学校
- 小野市立来住小学校
- 加古川市立八幡小学校
- 稲美町立母里小学校
- 神戸市立神出小学校